# Wuxing (socken i Kina, Henan, lat 32,11, long 114,07)
Wuxing (kinesiska: 五星, 五星乡) är en socken i Kina. Den ligger i provinsen Henan, i den centrala delen av landet, omkring 300 kilometer söder om provinshuvudstaden Zhengzhou. Antalet invånare är 43 674. Befolkningen består av 21 413 kvinnor och 22 261 män. Barn under 15 år utgör 21,0 %, vuxna 15-64 år 71 %, och äldre över 65 år 6,0 %.
Genomsnittlig årsnederbörd är 1 148 millimeter. Den regnigaste månaden är augusti, med i genomsnitt 198 mm nederbörd, och den torraste är december, med 15 mm nederbörd.